# Gilberto Flores Muñoz
Gilberto Flores Muñoz (* 4. Mai 1906 in Compostela, Nayarit; † 6. Oktober 1978 in Mexiko-Stadt) war ein mexikanischer Politiker der Partei der Institutionalisierten Revolution PRI (Partido Revolucionario Institucional), der unter anderem von 1946 bis 1951 Gouverneur des Bundesstaates Nayarit sowie zwischen 1952 und 1958 Minister für Ernährung und Landwirtschaft (Secretario de Agricultura y Fomento) war. Er wurde zusammen mit seiner Ehefrau am 6. Oktober 1978 ermordet.

## Leben

### Offizier, Abgeordneter und Senator
Flores Muñoz, Sohn von Guillermo Flores Flores und dessen Ehefrau Rafaela Muñoz, absolvierte seine Ausbildung an der Militärschule in Guadalajara, die er jedoch ohne Abschluss verließ. 1923 trat er in das Heer des Streitkräfte ein und unterstützte die Rebellion von Adolfo de la Huerta 1923/1924. Er wurde jedoch gefangen genommen und befand sich in Haft in San Luis Potosí. Nach seiner Entlassung wurde er 1928 Hauptmann der Kavallerie und kurz darauf Präsident des Bundesausschusses für Vergleichs- und Schiedsverfahren in San Luis Potosí. Nach einer Verwendung im Stab von General Francisco Carrera Torres wurde er 1930 Arbeitsinspektor des Bundesstaates San Luis Potosí. Als Nachfolger seines Verwandten Oberst José Márquez kandidierte er 1930 für die Nationale Revolutionspartei PNR (Partido Nacional Revolucionario) erfolgreich für einen Sitz im Abgeordnetenhaus (Cámara de Diputados) des Kongresses der Union (Congreso de la Union) und vertrat in diesem bis 1932 den Bundesstaat San Luis Potosí.
Zwischen 1934 und 1937 vertrat Flores Muñoz erneut den Bundesstaat San Luis Potosí im Abgeordnetenhaus. Daneben engagierte er sich im Nationalen Exekutivkomitee der PNR und war zunächst von 1934 bis 1935 Sekretär für Arbeit, danach zwischen 1936 und 1937 Sekretär für Bildung sowie zuletzt 1937 Generalsekretär des Nationalen Exekutivkomitees der PNR. Bei den Gouverneurswahlen am 2. Juli 1939 war er Manager des Wahlkampfes von Reynaldo Pérez Gallardo, der zum Gouverneur des Bundesstaates San Luis Potosí gewählt wurde. Er selbst wurde 1940 Mitglied des Senats (Senado de México) des Kongresses der Union und vertrat in diesem bis 1940 den Bundesstaat San Luis Potosí. Während seiner Senatsmitgliedschaft war er zeitweilig Vorsitzender des Ausschusses für öffentliche Bildung und des Ausschusses für Allgemeine Kommunikationsangelegenheiten sowie Exekutivsekretär des Auswärtigen Ausschusses und des Sicherheitsausschusses.

### Gouverneur und Minister
Am 1. Januar 1946 wurde Flores Muñoz Gouverneur des Bundesstaates Nayarit und bekleidete dieses Amt bis zum 1. Dezember 1951, woraufhin er durch José Limón Guzmán abgelöst wurde. Danach war er Nationaler Koordinator des Wahlkampfes von Adolfo Ruiz Cortines, der am 6. Juli 1952 zum Präsidenten wurde. Im Anschluss berief dieser ihn am 1. Dezember 1952 zum Minister für Ernährung und Landwirtschaft (Secretario de Agricultura y Fomento) in dessen Regierung, der er bis zum Ende der Amtszeit von Ruiz Cortines am 30. November 1952 angehörte. 1957 gehörte er zu den möglichen Kandidaten der Partei der Institutionalisierten Revolution PRI (Partido Revolucionario Institucional) für die Präsidentschaftswahl am 6. Juli 1958, für die sich aber letztlich Adolfo López Mateos als PRI-Kandidat durchsetzen konnte. Dieser bot ihm nach seiner Wahl weiterhin das Amt des Ministers für Landwirtschaft und Ernährung in dessen Regierung an, auf das Flores Muñoz jedoch verzichtete, woraufhin Julián Rodríguez Adame am 1. Dezember 1958 neuer Minister wurde.
Anschließend zog er sich weitgehend aus dem öffentlichen Leben zurück, ehe er 1976 vom neu gewählten Präsidenten José López Portillo zum Präsidenten der Nationalen Kommission für die Zuckerindustrie (Comisión Nacional de la Industria Azucarera) ernannt wurde. Diese Position bekleidete er bis zum 6. Oktober 1978, als er zusammen mit seiner Ehefrau María Asunción Izquierdo in seinem Haus in der Avenida de Las Palmas in Mexiko-Stadt ermordet wurde. Sein Sohn Gilberto Flores Izquierdo war stellvertretender ärztlicher Direktor des Instituts für soziale Sicherheit IMSS (Instituto Mexicano del Seguro Social).

## Veröffentlichungen
- Revolución versus imperialismo en la Comarca Lagunera, 1936
- The New Deal and the Six Year Plan, 1937

## Hintergrundliteratur
- Milton Castellanos Everardo: Del Grijalva al Colorado: recuerdos y vivencias de un político, UABC, 1994, ISBN 9-6873-2622-0
- Vicente Leñero: Asesinato: el doble crimen de los Flores Muñoz, Plaza y Valdes, 1997, ISBN 9-6885-6288-2
- Vicente Leñero: La inocencia de este mundo, UNAM, 2000, ISBN 9-6836-7814-9
- Rogelio Hernández Rodríguez: Presidencialismo y hombres fuertes en México.: La sucesión presidencial de 1958, El Colegio de Mexico AC, 2015, ISBN 6-0762-8104-9